# Szojuz–29
A Szojuz–29 (oroszul: Союз 29) szovjet háromszemélyes, kétszemélyessé átalakított szkafanderes személyszállító, szabványos rendszerben épített Szojuz űrhajó. Az űrhajó vitte a második állandó személyzet űrhajósait a Szaljut–6 űrállomásra.

## Küldetés
Feladata berendezkedés után a folytatni a navigációs, csillagászati, műszaki, légkörkutatási, földfotózási, földmegfigyelési, orvosi és biológiai kutatási programot. Nemzetközi látogató legénység fogadása, elhelyezése, teherűrhajó fogadása (kirakodás, szemét berakodása).

## Jellemzői
Központi tervező iroda CKBEM <= Центральное конструкторское бюро экспериментального машиностроения (ЦКБЕМ)> (OKB-1 <= ОКБ-1>, most OAO RKK Energiya im. SP Korolev <= ОАО РКК Энергия им. С. П. Королёва> – Központi Kísérleti Gépgyártási Tervezőiroda). Az űrhajót kis átalakítással emberes programra, teherszállításra és mentésre (leszállásra) tervezték.
1978. június 15-én a bajkonuri űrrepülőtér indítóállomásról egy Szojuz hordozórakéta (11А511U) juttatta Föld körüli, közeli körpályára. Az orbitális egység pályája 91.4 perces, 51.6 fokos hajlásszögű, elliptikus pálya-perigeuma 338 kilométer, apogeuma 353 kilométer volt. Hasznos tömege 6570 kilogramm. Szerkezeti felépítését tekintve a Szojuz űrhajó napelemtáblák nélküli változatával megegyező. Akkumulátorait az űrállomás napelemtáblái által előállított energiával tartották üzemkész állapotban. Június 16-án 22 óra 58 perckor kapcsolódott össze az űrállomással, az I-es dokkoló egységnél. A dokkolás automatikus vezérléssel történt. Összesen 79 napot, 15 órát és 23 percet töltött a világűrben. Összesen 1257 alkalommal kerülte meg a Földet.
Június 28-án fogadták és elhelyezték a Szojuz–30 űrhajó nemzetközi legénységét. A 7 napos programot követően a leválasztott Szojuz–30 helyére,  Július 9-én dokkolt a Progressz–2 teherszállító űreszköz. Július 9-én űrséta során leszerelték a 10 hónapja elhelyezett mikrometeorit-detektort, polimereket, optikai és más szerkezeti anyagokat, biopolimereket tartalmazó kazettákat szereltek le, illetve cseréltek ki. Augusztus 10-én megérkezik a Progressz–3 teherszállító űreszköz. Augusztus 27-én fogadták a Szojuz–31 űrhajó nemzetközi legénységét. Az előírt program befejezéseként végrehajtják a személyre szabott berendezések, eszközök cseréjét, Bikovszkij és Jähn az elöregedett Szojuz–29 űreszközzel megkezdte a visszatérés műveleteit.
Szeptember 3-án belépett a légkörbe, a leszállás hagyományos módon – ejtőernyős leereszkedés – történt, Zsezkazgantól 140 kilométerre délkeretre értek Földet.

## Személyzet
(zárójelben a küldetések száma a Szojuz–29-cel együtt)

### Indításkor
- Vlagyimir Kovaljonok
- Alekszandr Ivancsenkov

### Leszálláskor
- Valerij Fjodorovics Bikovszkij
- Sigmund Jähn